# あらきなおみ
荒木 尚美（あらき なおみ、1964年12月27日 - ）は、東京都出身のシンガーソングライター、作・編曲家。音楽制作会社トイロミュージック所属。アーティスト活動時は平仮名「あらきなおみ」、クライアントワーク時は本名でもある「荒木尚美」と使い分けている。

## 来歴・人物
聖ドミニコ学園卒。多摩美術大学グラフィックデザイン学科卒。
4歳から7歳までピアノ教育を受け、以降ピアノやギターを自己流で演奏。父親がよく聴いていたジャズやソウルに強く影響を受け、10代からカセットテープによる多重録音での曲作りに夢中になる。メイン楽器となるエレキベースを始めるきっかけとなったのが、シックが演奏するダイアナ・ロスのアルバム「ダイアナ」(1980)。多摩美在学中、学外にて、Kitchen à la mode、ハボハマニアに参加。京浜兄弟社と交流するうちに、もすけさん、岸野雄一のコンスタンス・タワーズなど複数のバンドにベーシストとして参加。その後、ハイポジに参加。東芝EMIよりデビュー、2枚のアルバムに参加したのちに脱退。
1992年よりソロ活動開始。1995年、『東京トラッド』を発表。現在はクライアントワークとして映像作品に楽曲を提供。2000年前後に自身による絵と音楽を合わせた作品を多数制作し、Storygate Picturebooksにて、再公開されている。2022年に始まった「おかあさんといっしょ」の「しりたガエルのけけちゃま」のOPやBGM、2022年9月の月歌「しればトモダチ」を作編曲。
知人の視覚障害者の外出を手伝うため、2019年「視覚障害者ガイドヘルパー」の資格を取得。

## ディスコグラフィー
「東京トラッド」あらきなおみ　Rittor Music Pi Records(1995)
「1964」あらきなおみ　Disc union My Best!（2021）
主な参加アルバム
「ハレはれナイト」（1989）、「誓い空しく」京浜兄弟社オムニバス（1991）、「写真にチュ〜」ハイポジ（1991）、「COM'ON SUMMER」ハイポジ（1991）、「suzuro」Vita Nova（1997）、「Good Papa,Bad Papa」岡田徹presentsLife Goes On（1997）、「イエスタモロウ・ヴィレッジ」ライフ・ゴーズ・オン（2008）「星とピエロ」（2014）「ひげヒゲげひポンポン」たんきゅんデモクラシー（2015）、「おかあさんといっしょ最新ベストアルバム・うらら」（2022）、「COLORS」トイロミュージック・コンピレーション（2022）、「2nd」トイロミュージック・コンピレーション（2024）

## CF
作曲 + 歌唱
- UCC 霧の紅茶 沖縄版（199？）
- INAXハルカベ君とベルニューズ（ラジオ） エクセリア TX 化粧台（199？）
- 大和産業 ヤマトライス(199？）
- ライオン　こどもビトィーンアルファ（199？）
- 湖池屋 しそムーチョ（199？）
- スリムビューティーハウス（199？）
- ヨード卵 光（199？）
- FANCLフェナティ（冷水ひとみと共作）（200？）
- DHC（2003）
- 東レ 清潔えり（2004）
- 沖縄電力「カエルがカエル」（2005）
- 松樹学園（2007）
- JA みんなのよい食プロジェクト（2009）

歌唱
- 花王ソフィーナ（199？）
- ホンダ　ラクーンサウンドロゴ（199？）
- コカコーラ（199？）with丸尾めぐみ、上野洋子
- ダイドー　ヤンロン茶（199？）
- ベルキューブ（200？）

作曲 / 編曲
- ライオン ビトィーンアルファB.G.(199?)
- プロミス「ヤリヤリクリクリ」歌/バカルディ（現・さま〜ず）(1997~)
- INAX 抗菌トイレ 歌/佐野史郎(199?)
- INAX 抗菌トイレ・キラミック 歌/河井英里(199?)
- 湖池屋 カラムーチョ　歌/もりばやしみほ(199？）
- 栗山米菓  バカウケせんべい 歌/高橋洋子(199?)
- 東洋水産　まるちゃん麺づくり 歌/ウッチャンナンチャン(200?)
- INAX エコカラット 歌/さとう珠緒(200?)
- 日塗装 歌/かとうけんそう(200?)
- 明治乳業 Pika 歌/水谷紹(200?)
- bol.com
- 小学館ドラキッズ(200?)
- 日清　麺の達人（編曲）歌/黒木瞳(200?)
- 大王製紙　エリス（編曲）歌/優香(200?)
- ジョンソン　シャット（200？）
- ロッテ小梅ちゃん(作曲）　編曲/田中ユウスケ(2005)
- 中央ろうきん（2005）
- SBSマイホームセンター（2006）
- TOKAI（2006）
- バイオテック（2007）ピアノ/鶴来正基
- フルタ製菓　エアロン（2007）
- ベネッセ　こどもチャレンジ（2010〜）
- ベイシア（2016）
- ダイハツ　キャスト（2017）
- フジッコ　おかず畑　歌/辻林美穂（2019）

## TV番組
Eテレ
- 「おかあさんといっしょ」しりとりドライブ（2003）、うたう帽子（2008）しりたガエルのけけちゃま（2022〜）
- 「なぁんちゃって民謡」編曲　モモタローソーレソーレ、ぐーぐー船漕ぎ歌、ちゃっきり節、いちごシロップの富士山、やっさ節（BSおかあさんといっしょ）（2004）
- 「すくすくネットワーク」（2003）
- 「えいごリアン」（2001）
- 「スーパーえいごリアン」（2003）
- 「わたしのきもち」『きもちガールズ/おかんず（高橋洋子＆下成佐登子)2005』『かおじゃんけん/ピエール滝、歌/タイロン橋本』（2008）
- 「ニャンちゅうワールド放送局」絵描きうた（2007）
- 「こどもロンゴ」（2012）
- 「ピタゴラスイッチ」「あるくのどの足？」（作詞編曲）（2003）
- 「てれび絵本」『たまねぎあたまのたまねぎこぞう/スズキコージ/語り・神田織音(2004)』『けんかのきもち/文・柴田愛子/文・伊藤秀男/語り・勝俣州和(2004)』『杜子春/語り・えなりかずき(2004)』『うそつきのつき/語り・平田満(2005)』『りんごがひとつ/語り・渡辺美里(2005)』『ひとくちぱくり/語り・河合美智子(2005)』『チーター大セール/語り・相島一之(2007)』『11ひきのねこ(2012)』
- 「みいつけた！」からだ点検隊（2013〜2015）
- 「いないいないばあっ！」チャプチャプチャップン（2013）
- 「みんなのうた」ひげヒゲげひポンポン　歌/たんきゅんデモクラシー（2015）
- 「おはなしのくに」おむすびころりん　出演・語り/阿藤快(201？）、てぶくろ　出演・語り/福田彩乃(2023)

その他
- オンワード VP（2001）
- サンダーバニー（2002）
- ピテカンブラザーズ・TBSテレビ（2003）作詞・曲・歌唱
- アヲハタ VP（2005）
- MSたぬ吉（2006）
- ベネッセ こどもちゃれんじ（2003〜）
- Eテレ プチプチアニメ スキマの国のポルタ アッチェルの声＆歌
- NHKにんげん日本史（ウェブサイト）ナレーション（200？）
- ストレイシープ 声の出演（200？）
- 「ジュラシックヒーローズ」（2017）